# 隆尧碑刻群
隆尧碑刻群，位于中国河北省邢台市文物保管所，为邢台市隆尧县的一个省级文物保护单位，类型为石刻，公布时间为1982年7月23日。
隆尧碑刻群的历史年代为北魏、唐。